# Витомир Падован
Витомир Падован (Мостар, 19. април 1970) југословенски и хрватски ватерполиста.

## Спортска биографија
Рођен је у Мостару 19. априла 1970. године. Мајка Антонија је пореклом из Мостара, а отац Егон успешан ватерполиста и функционер. На Корчули је завршио седам разреда основне школе. Са непуних 13 година преселио се у Београд, пошто су му родитељи тамо добили посао. У Београду је врло брзо постао члан ватерполо репрезентације. Са 15 година био је најмлађи играч.
Са београдским Партизаном је освојио три првенства Југославије, три купа Југославије, Куп купова и један суперкуп. Средином 1991. одлази у Италију, где је пет година провео играјући углавном за друголигашке клубове. Из Београда је отишао у Трст, где је играо годину дана, потом у Брешу, где је играо три године, а последњу годину је провео у Кому. Током 1996. краћи период играо је за ватерполо клуб Нептунес на Малти. Убрзо након тога прелази у загребачку Младост. Током четворогодишње каријере у Младости највећи успех била је сезона 98/99, када је клуб освојио Куп Хрватске, Куп купова и Првенство Хрватске. У мају 2000. ватерполисти Младости освајају друго место на Фајнал фору у Бечеју. Од октобра 2000. играо је у француском прволигашу Олимпику из Нице.
Са јуниорском репрезентацијом Југославије освојио је Европско првенство 1987. и 1988, прваци света били су 1989. године. У капици сениорске репрезентације Југославије освојио је сребрну медаљу на Европском првенству у Бону 1989. године. Године 1990. са репрезентацијом осваја злато на Играма добре воље у Сијетлу. Највећи репрезентативни успех у каријери је остварио 1991. године када је освојио две златне медаље, прво на Светском првенству у Перту и затим на Европском првенству у Атини. Септембра 1999. играјући за репрезентацију Хрватске освојио је сребрну медаљу на првенству Европе у Фиренци.
Његов отац Егон, био је председник ватерполо клуба Партизан у периоду од 1986. до 1991. године.

## Успеси
Играч
Југославија
- медаље
- злато : Светско првенство Перт 1991.
- злато : Европско првенство Атина 1991.